# 堅尼地城總站

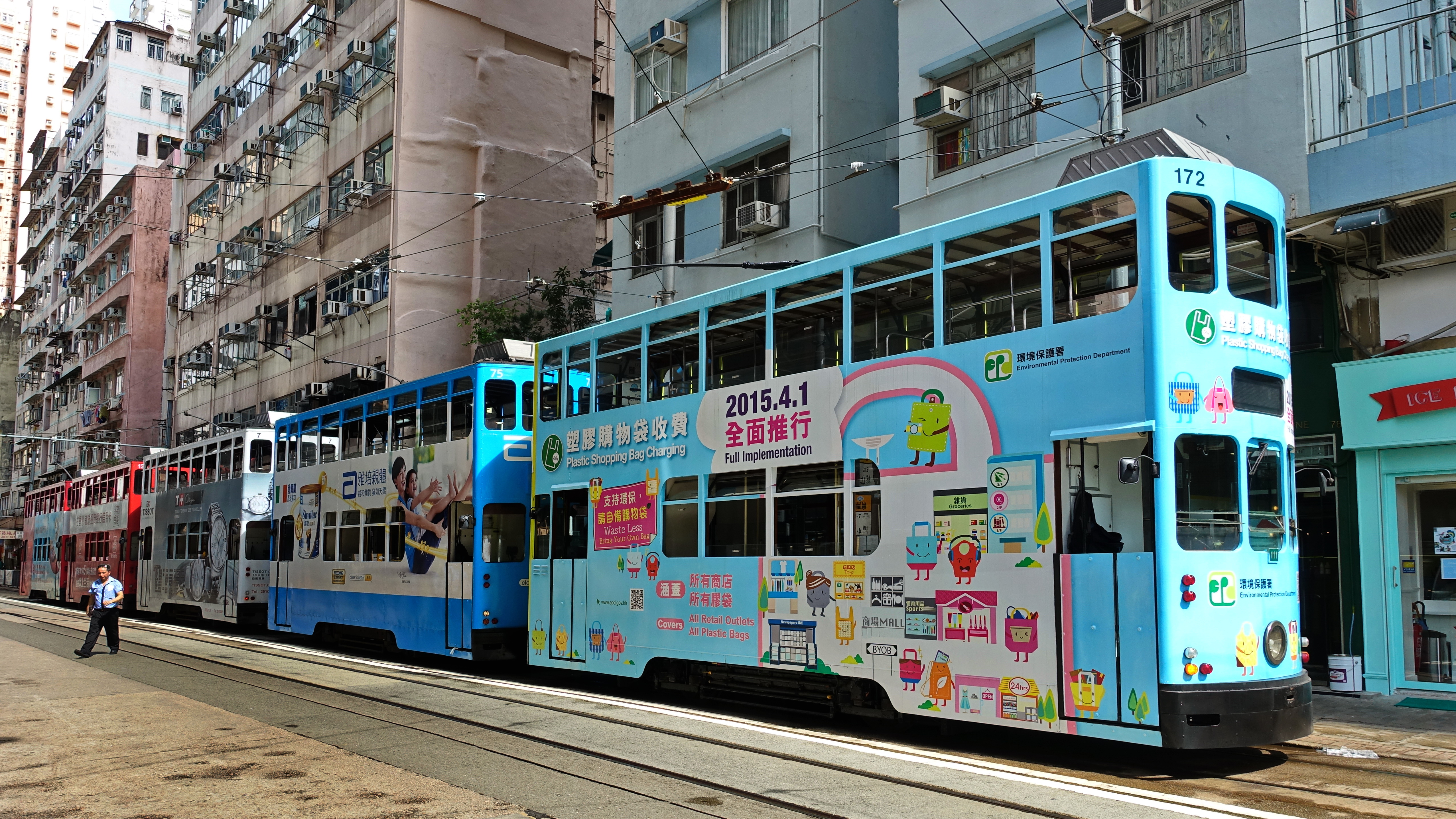
電車在爹核士街電車站落客後，等候駛入堅尼地城總站上客。

堅尼地城總站（英語：Kennedy Town Terminus）是一個位於香港香港島中西區堅尼地城吉席街介於加多近街與爹核士街之間泓都2座對出，屬於香港電車的電車總站，也是中西區內三個總站之一。

## 簡介
堅尼地城總站是一個僅供上客的總站。以堅尼地城為總站的電車，會先在吉席街西行的爹核士街電車站落客，此後電車會左轉爹核士街、右轉卑路乍街、再右轉加多近街停泊，到起載時才進入堅尼地城總站上客。

## 路線
- 堅尼地城↔銅鑼灣
- 堅尼地城↔跑馬地
- 堅尼地城↔筲箕灣
- 堅尼地城↔北角

## 鄰近設施
- 泓都
- 高逸華軒
- 加多近街臨時花園